# По следу монстра
«По следу монстра» — авторский цикл художественно-документальных фильмов о преступлениях, совершённых в России в XXI веке. Выходил с 5 сентября 2020 по 25 июня 2022 года на НТВ. Ведущий — Александр Яцко.
В программе использовались как документальные кадры, так и реконструкция событий. В начале каждого выпуска упоминалось, что программа выходила при содействии Следственного комитета РФ и Министерства внутренних дел РФ.
В 2021 году сериал стал одним из самых популярных документальных проектов на российском телевидении.

## Сюжет
Каждый выпуск цикла представляет собой художественно-документальный фильм, повествующий о расследовании конкретного уголовного преступления (как правило, одного или нескольких убийств).
Используются как документальные кадры, интервью со следователями, свидетелями, потерпевшими, фрагменты допросов и следственных экспериментов с преступниками, так и реконструкция событий с привлечением актёров, причём последней уделяется большое количество экранного времени.
О некоторых выпусках появлялась информация на официальном ресурсе Следственного комитета.

## Выпуски

### 2020 год
| Название выпуска | Дата выхода           | Номер выпуска |
| --- | --------------------- | ------------- |
| «Пункт назначения» | 5 сентября 2020 года  | 1             |
| В Орске ищут маньяка, на счету которого, возможно, десятки жертв. Подозрение падает на некоего Сергея Матросова. Он отличается буйным нравом. Его боится даже собственная невеста. Молодая женщина готова дать показания против любимого. |                       |               |
| «Родная кровь» | 12 сентября 2020 года | 2             |
| 2017 год, Воронеж. Отец и сын Зоновы уже несколько лет делят в судах семейный бизнес. Война перешла в горячую фазу. Александр Зонов-старший берёт в руки оружие, убивает сына и невестку, а затем стреляет в судебного пристава. Сыщики выясняют, как отыскать беглеца — по маячку в прокатном автомобиле. |                       |               |
| «В постели с маньяком» | 19 сентября 2020 года | 3             |
| Екатеринбург. На школьной спортплощадке изнасилована и убита девочка-подросток. За несколько лет отработаны десятки версий и сотни подозреваемых. Преступник так и не найден. Следователь Глебов выясняет: ранее в руках монстра оказалась глухонемая девушка, которой чудом удалось спастись. Никто не знает: есть ещё одна жертва маньяка — его собственная жена.                                                         |                       |               |
| «Кто убил мою маму?» | 26 сентября 2020 года | 4             |
| В живописном городке Ленинградской области действует серийный убийца. Погибают женщины. Под подозрение попадает муж одной из жертв. Даже родной сын обвиняет его. Сыщики понимают: на самом деле приличный с виду парень и есть жестокий маньяк. События начинают развиваться стремительно. |                       |               |
| «Таинственный отравитель» | 3 октября 2020 года   | 5             |
| Обычного инженера Вячеслава Соловьёва много лет преследуют беды. От загадочных болезней умирают его близкие, в том числе единственная дочь. За дело берётся следователь Спирин и выясняет: людей травит сам Соловьёв. Таким образом он решает все конфликты и проблемы, но однажды Соловьёв видит, как его дочь случайно съедает отравленный бутерброд, предназначенный шумному соседу.                                     |                       |               |
| «Старший сын» | 10 октября 2020 года  | 6             |
| 2012 год. В Екатеринбурге обезврежена опасная преступная группа. На её счету похищения, пытки и убийства людей. Возглавляет банду 30-летний Даниил Поташников. Во время ареста членов группировки её лидер исчезает. Куда подевался Даниил, знает его младший брат Антон, но он молчит. |                       |               |
| «Тропиканка» | 17 октября 2020 года  | 7             |
| Свердловская область. В одном из посёлков раскрыта преступная группа. Негласная «королева» этих мест по прозвищу «Тропиканка» придумала криминальную схему. На жителей путём обмана оформляли кредиты. Деньги преступники присваивали. В тот момент, когда банки забеспокоились, «Тропиканка» решает оборвать все ниточки.                                                                                                  |                       |               |
| «Чужая семья» | 24 октября 2020 года  | 8             |
| Во Владимире происходит заказное убийство 3 человек, в том числе беременной женщины. Следствие установило: у некоего гражданина распалась семья. Мужчина ушёл к любовнице. Она ждала от него ребёнка. При этом он отказался делить имущество с бывшей женой. И тогда брошенная супруга нанимает киллера. |                       |               |
| «Деревенская Золушка» | 31 октября 2020 года  | 9             |
| В маленькой деревне в Ленинградской области исчезает 17-летняя Таня Осипова. Следователь Крупаков выясняет: девушка полюбила питерского бизнесмена Фёдора Аникеева. Она мечтала уехать к нему в город и начать новую жизнь, но местный уголовник Роман Габибуллин считал Таню своей собственностью. Фёдор предал любимую и оставил её в руках мелкого бандита. Девушка попыталась сбежать.                                  |                       |               |
| «Проклятая семья» | 7 ноября 2020 года    | 10            |
| На лесной делянке найдены обгоревшие останки. Следствие выясняет: Марина Катушкина была женщиной твёрдой и принципиальной. Стремясь наладить жизнь семьи, она настроила против себя всех близких, но кто же из них преступник? Быть может, сосед? Он подарил невесте кольца, пропавшие из квартиры убитой женщины. |                       |               |
| «Око за око» | 14 ноября 2020 года   | 11            |
| Раиса Семёнова много лет ждёт, когда убийцы её сына выйдут на свободу. Женщина считает: они заслуживают только смерти — и методично готовится к мести. Семёнова запугивает семью первой жертвы, затем покупает пистолет, выслеживает парня в гаражах и несколько раз в него стреляет, но жертве удаётся отобрать оружие. |                       |               |
| «Ангелочек» | 21 ноября 2020 года   | 12            |
| В Кемеровской области отчим облил кипятком и до смерти избил маленькую падчерицу Ангелину. Поисками убийцы занималась не только полиция, но и безутешная мать. Она заподозрила: тётка беглеца знает, где тот скрывается. В порыве ярости мстительница забила её до смерти. Тем временем убийца скитался по стране, жил в монастырях. Однажды он встретил другую женщину и полюбил, но кошмары преследовали его каждую ночь. |                       |               |
| «Любовь и кровь» | 28 ноября 2020 года   | 13            |
| В Ханты-Мансийске убит бизнесмен Сергей Григорьев. Под подозрением оказывается невеста погибшего Елена, но женщина внезапно исчезает. Она отправляется в Санкт-Петербург, где живёт её бывший любовник. Возможно, именно он устроил расправу. Опасения подтверждаются. Над Еленой нависает смертельная угроза. |                       |               |
| «В тихом омуте...» | 5 декабря 2020 года   | 14            |
| В селе Рыбное Красноярского края убивают мужчину. Оказывается, трагические ЧП происходят здесь уже давно. Бесследно исчезают люди. Следователь Осадчий находит убийцу — это неприметный мужчина Владимир Колебин, но что превратило его в монстра? |                       |               |
| «Сибирский монстр» | 12 декабря 2020 года  | 15            |
| В Новосибирске орудует серийный убийца. На его счету уже десятки жертв. На телах он оставляет сатанинские знаки. В центре событий оказывается молодая провинциалка, которая приехала покорять большой город. Девушка не выдерживает лишений и собирается покинуть Новосибирск. Она не догадывается: всё это время рядом с ней находится монстр.                                                                             |                       |               |
| «Маска клоуна» | 19 декабря 2020 года  | 16            |
| В городе Энгельсе убивают супружескую пару и устраивают поджог. Третий член семьи, 21-летняя Оксана, исчезает. Следователь Рябов выясняет: у девушки был друг детства, которому она жаловалась на издевательства отчима. Парня вместе с сообщниками задерживают после убийства молодого мужчины. Неужели эти же юнцы расправились и с семейной парой?                                                                       |                       |               |
| «Злобный карлик» | 26 декабря 2020 года  | 17            |
| Санкт-Петербург. Сыщик Борзаев ведёт розыск опасного преступника по прозвищу «Злобный карлик». На счету бандита множество эпизодов, в том числе и убийства. Этот коротышка прошёл суровую школу отца-садиста, затем детдом, испытал потрясение от предательства любимой и превратился в настоящего монстра. |                       |               |

### 2021 год
| Название выпуска | Дата выхода          | Номер выпуска |
| --- | -------------------- | ------------- |
| «Красноуфимская волчица» | 16 апреля 2021 года  | 18            |
| В Красноуфимске и соседних городах действует женщина-маньяк. Она убивает старушек молотком. У сыщиков есть приметы преступницы, но вычислить «монстра в юбке» никак не удаётся. Чем провинились перед ней пенсионерки? Где и когда она совершит роковую ошибку? |                      |               |
| «Убить любимую» | 23 апреля 2021 года  | 19            |
| В небольшом мордовском селе разыгрывается настоящая драма. Бывший заключённый Григорий Грязнов пытается начать новую жизнь, встречает хорошую женщину, но груз прошлого мешает ему. А бывший приятель убеждает: в глазах нормальных людей он ничтожество. И однажды Григорий не выдерживает. Он убивает лучшего друга, бывшего приятеля и любимую женщину, а затем скрывается, прихватив с собой автоматическое ружьё.                                    |                      |               |
| «Влюблённый хищник» | 30 апреля 2021 года  | 20            |
| Сыщики Соликамска расследуют серию убийств. Таинственный преступник расстреливает охранников и сторожей и исчезает с их оружием. В это же время жительница Соликамска Галина подозревает, что её хотят убить. Она уверена: ночью к ней в квартиру приходил неизвестный в маске. Галина подозревает всех окружающих мужчин. Она чувствует: смерть совсем рядом.                                                                                            |                      |               |
| «Обаятельный убийца» | 15 мая 2021 года     | 21            |
| В Самаре исчезли пятеро членов семьи Буяновых. Сыщики подозревают: все они убиты. В поле зрения оперативников оказывается некто Руслан Бабаев, который выдавал себя за другого человека. Некоторое время назад он стал членом той же семьи, но совершал ли он убийство? Бабаева задерживают. И он рассказывает свою версию. |                      |               |
| «По ком звонит смерть?» | 22 мая 2021 года     | 22            |
| В иркутском Академгородке неизвестные нападают на прохожих. Всего за 3 месяца 4 убийства и 9 тяжелораненых. Составлены фотороботы преступников. В одном из них житель Академгородка узнаёт своего племянника. В его видеокамере находят запись убийства женщин. |                      |               |
| «Тень Чикатило» | 29 мая 2021 года     | 23            |
| В Ангарске с начала 90-х зверски убивают женщин и девушек, но преступник ловко заметает следы. Следователи предполагают: маньяк чем-то обижен на женщин и мстит им с нечеловеческой жестокостью. Лишь новые технологии позволяют сдвинуть расследование с мёртвой точки. И однажды кропотливая работа приносит долгожданную победу. |                      |               |
| «Больная любовь» | 5 июня 2021 года     | 24            |
| В Петрозаводске ищут серийного убийцу. На его счету 2 отнятые жизни. Ещё одна жертва находится в реанимации. Сыщики выясняют: некий Антон Ипатов нападает на девушек, которые напоминают ему первую школьную любовь. Монстр не остановится. Нужно срочно его обезвредить. |                      |               |
| «Адское пламя» | 12 июня 2021 года    | 25            |
| В городе Карталы неизвестный поджёг квартиру. Сыщики не спят ночей в поисках убийцы. Отработаны подозреваемые. Они невиновны. Наконец, удаётся задержать странного мужчину. Он ведёт себя неадекватно. Его алиби вызывает сомнения. Неужели убийца найден? В этот момент происходит очередной поджог. И снова есть жертвы. Кто остановит серийного пиромана?                                                                                              |                      |               |
| «Кукловод» | 19 июня 2021 года    | 26            |
| Жестоко убиты 2 молодые девушки. И вдруг новое исчезновение. У всех жертв общий знакомый и тот, кто им умело манипулирует. Удастся ли поймать бездушных монстров? |                      |               |
| «Ласковый убийца» | 26 июня 2021 года    | 27            |
| Сыщики расследуют зверское изнасилование и убийство девушки. Неожиданно выясняется: неизвестный преступник впервые наследил ещё 18 лет назад. От его рук погибли несколько девушек и женщин. И тут кольцо одной из жертв появляется в ломбарде. Выясняется: вещь сдала женщина. Она утверждает: украшение ей подарил любимый муж Давид. Он совершенно не похож на монстра, но вскоре устанавливают: свой кровавый путь этот тихоня начал много лет назад. |                      |               |
| «Повелитель смерти» | 3 июля 2021 года     | 28            |
| В военном городке под Улан-Удэ громкая серия преступлений: дерзкие поджоги, заказные убийства и банда наёмников под управлением жадного и злопамятного монстра. Очередное резонансное убийство приводит следствие к подозреваемому. Кто он такой? И почему отнимает жизни людей? |                      |               |
| «Уссурийская тигрица» | 2 октября 2021 года  | 29            |
| В Хабаровске в одном и том же доме происходят страшные убийства. 15 долгих лет жители двора боятся за свои жизни. Подозрение падает на пожилую женщину. Неужели монстром оказалась пенсионерка? |                      |               |
| «Поздняя любовь» | 9 октября 2021 года  | 30            |
| В Волгограде происходят жестокие убийства. Жертвами становятся немолодой мужчина и пенсионерка. Неизвестный отрезает им половые органы. Вскоре выясняется: в деле замешан любовный треугольник. Возможно, мужчину убили из ревности, но за что заплатила жизнью пенсионерка? |                      |               |
| «Скиталец» | 16 октября 2021 года | 31            |
| По всей стране происходят убийства со схожим почерком. Сыщики сбились с ног в поисках маньяка. Наконец, появился главный подозреваемый — это некий Сергей Мартынов. Он цинично использует сочувствие своих жертв. Убийца ощущает абсолютную безнаказанность и оставляет на месте преступления записку. Возле тела очередной жертвы сыщики находят чек из придорожного кафе.                                                                               |                      |               |
| «Семейка монстров» | 23 октября 2021 года | 32            |
| Иркутские пенсионеры умирают от рук безжалостных убийц. Город парализован страхом. Старики боятся выходить из дома. Сыщики уверены: банда готова убивать снова и снова. Получится ли поймать озверевших преступников? |                      |               |
| «Детская месть» | 30 октября 2021 года | 33            |
| В тихую деревню приходит смерть. Ветеран-блокадник умирает в огне. А его близкие жестоко зарезаны и сожжены. Сыщики выясняют: это не первые жертвы монстра. Катрин, дочь одного из погибших, уверена: она знает убийцу. |                      |               |
| «Кровь и песок» | 6 ноября 2021 года   | 34            |
| В Крыму идут поиски без вести пропавшей семьи, но спасти их не удаётся. Родители застрелены. 4-летняя девочка утоплена. За что такая страшная смерть — за долги или всему виной банальная зависть? Под подозрение попадает игроман Павел Самар. Кто он — преступник или жертва обстоятельств? |                      |               |
| «Последний отпуск» | 13 ноября 2021 года  | 35            |
| Главный курорт страны в панике. Чудовищные взрывы гремят по всему Сочи. Следствие проверяет десятки версий. Становится ясно: взрывника нужно искать среди своих. Сыщики выходят на подозреваемых — это местный телеоператор и его друг, сотрудник МВД. |                      |               |
| «Деревенский душегуб» | 20 ноября 2021 года  | 36            |
| В орловской глубинке зверски убиты 2 молодые женщины. У всех подозреваемых алиби. Так кто же преступник? Подозрение падает на местного жителя Михаила Дорогавцева. Его ищут по всей области. Вскоре поступает сообщение: маньяк только что напал на очередную жертву. Оперативники бросаются на помощь. |                      |               |
| «Дружба до гроба» | 27 ноября 2021 года  | 37            |
| Астрахань шокирована бесчеловечным преступлением. Убита семья с 2 детьми. Город в панике. Сыщики работают круглые сутки. Все улики указывают на местного жителя Константина Бондаренко, но его находят мёртвым. Под подозрением лучший друг убитого. Молодой человек уверяет, что невиновен, и тут же открывает стрельбу. |                      |               |
| «Опасное знакомство» | 4 декабря 2021 года  | 38            |
| В городе Волжском орудует жестокий убийца. Следствие проверяет одну версию за другой. Зверем-расчленителем оказывается местный «ловелас» Александр Масленников. Как из героя-любовника он превратился в безжалостного монстра? |                      |               |
| «Кладбище невест» | 11 декабря 2021 года | 39            |
| В Нижнем Тагиле исчезли десятки девушек. Под подозрением некий парень. Он заманивает наивных красавиц. В его власти оказывается юная провинциалка. Её заставляют работать в салоне интим-услуг. Вскоре за городом находят массовое захоронение убитых девушек. А сыщикам удаётся выследить первого подозреваемого. |                      |               |
| «Вооружён и очень опасен» | 18 декабря 2021 года | 40            |
| Екатеринбург в трауре. 2 девушки расстреляны в упор. Безжалостный стрелок затих и выжидает. Сыщики идут по пятам, рискуя нарваться на пулю. Повод для убийства есть у 2 бывших друзей. Кто окажется монстром? |                      |               |
| «Ген убийцы» | 25 декабря 2021 года | 41            |
| В Тульской области исчезает семья с ребёнком-инвалидом. Девушку находят мёртвой, но куда подевались её мать и отчим? Сыщики отрабатывают бывших соседей, старых знакомых и даже родственников. Неужели приёмный отец Фёдор Продан и есть убийца? |                      |               |

### 2022 год
| Название выпуска | Дата выхода         | Номер выпуска |
| --- | ------------------- | ------------- |
| «Родить или убить?» | 2 апреля 2022 года  | 42            |
| В Нижегородской области убиты одинокая женщина и маленькая девочка. Под подозрением нелюдимый дворник и даже школьный учитель, но сыщики находят настоящего преступника. |                     |               |
| «Форточный маньяк» | 9 апреля 2022 года  | 43            |
| В Подмосковье 10 лет орудует «форточный монстр». Он влезает в дома через окна, насилует и убивает. Неуловимый маньяк в чёрном не жалеет ни детей, ни пенсионерок. Под подозрение попадает скромный работяга Андрей Ежов. Неужели это и есть серийный убийца?                                           |                     |               |
| «Смерть и молот» | 16 апреля 2022 года | 44            |
| В городе Миассе происходит серия преступлений. Жестоко убиты 5 мужчин. В эпицентре событий местный автосервис. Неужели убийца — женщина? В этот момент к следователю приходит бывший муж подозреваемой. В деле происходит новый поворот.                                                               |                     |               |
| «До смерти влюблённая» | 30 апреля 2022 года | 45            |
| Жестокая банда угонщиков терроризирует целую область. Бесследно пропадают машины и люди. Молодая женщина не догадывается, что ждёт ребёнка от одного из бандитов. Вскоре её любимый исчезает. Ольга не знает о судьбе избранника и едет с его сообщниками на поиски.                                   |                     |               |
| «Лицо со шрамом» | 7 мая 2022 года     | 46            |
| Серия кровавых убийств в Саратове. Родственники погибших получают циничные сообщения: «Платите миллион и узнаете!». Жадных киллеров удаётся поймать, но их показания не совпадают. Кто же говорит правду? И какую роль в убийствах сыграла влюблённая женщина?                                         |                     |               |
| «Двойная жизнь» | 14 мая 2022 года    | 47            |
| Безжалостный садист много лет держит в страхе Екатеринбург. Жертвой насилия становится даже маленькая девочка. Кто же способен на такое? Подозрения падают на друга семьи, а затем на отчима. А что если маньяк — это друг семьи Алексей Фалькин, спасатель, которому доверяли все?                    |                     |               |
| «Помешанные на смерти» | 21 мая 2022 года    | 48            |
| В Москве и области орудует группа убийц. Неизвестные расправляются с прохожими. Сыщики ищут преступников, но всё безуспешно. Наконец, появляется свидетель, но именно он оказывается одним из убийц. Удастся ли поймать остальных?                                                                     |                     |               |
| «Квадратный метр смерти» | 28 мая 2022 года    | 49            |
| Тверь сотрясает череда страшных преступлений. Людей обманом лишают жилья и подло убивают. Следы ведут к местному бизнесмену Константину. Однако сыщики понимают: он действует не один. Удастся ли выйти на главаря банды?                                                                              |                     |               |
| «Опасные мечты» | 4 июня 2022 года    | 50            |
| В Костроме убита пенсионерка. Тяжело ранены её дочь и зять. Сыщики выходят на преступника — это простой шофёр Виталий Вихарев. Жестокий налёт он совершил ради своей избранницы. |                     |               |
| «Влюблён по собственному желанию» | 11 июня 2022 года   | 51            |
| ЧП в Норильске. Безжалостно убиты молодые родители с дочерью. Под подозрением брошенный жених, настойчивый коллега и любвеобильный сосед. Кто из них окажется жестоким убийцей? |                     |               |
| «Кровавый маскарад» | 18 июня 2022 года   | 52            |
| В Волгограде убит солдат-контрактник, но кто-то от его имени рассылает СМС-ки с признаниями в убийстве и избивает его девушку. Сыщикам удаётся вычислить преступника и понять мотив. Некто Михаил Ганин совершил убийство на почве ревности, а затем разыграл целый спектакль, но как ему это удалось? |                     |               |
| «Человек в красном» | 25 июня 2022 года   | 53            |
| Страшное горе пришло в город Волжск. Зверски убита мать с 2 детьми. Следствие заподозрило родственника погибших — некоего Марка Бейлина, но тот уверяет: он лишь защищался и превысил пределы самообороны. А настоящий монстр — 14-летний подросток. Это он убил мать и сестру.                        |                     |               |